# Айтор Паредес
Айтор Паре́дес Касаміча́на (ісп. Aitor Paredes Casamichana; нар. 29 квітня 2000, Більбао) — іспанський футболіст, захисник клубу «Атлетік» (Більбао) і збірної Іспанії.

## Клубна кар'єра
Почав займатися футболом в юнацькій команді «Еторкісун», а 2010 року приєднався до академії клубу «Атлетік» (Більбао). 2018 року почав виступати за фарм-клуб «Басконія» з Терсери. У складі «Басконії» провів сезони 2018–19 і 2019–20.
6 грудня 2019 року дебютував за резервну команду, вийшовши в стартовому складі поєдинку Сегунди Б проти клубу «Лейоа». В червні 2020 року остаточно переведений до другої команди, в якій провів сезон 2020–21 у Сегунді Б, зігравши 18 поєдинків і забивши 1 м'яч (13 січня 2021 року проти «Баракальдо»).
26 травня 2021 року продовжив контракт з клубом до 2025 року. 29 серпня 2022 року дебютував в основному складі «Атлетіка» в матчі Ла-Ліги проти «Кадіса», вийшовши на заміну Іньїго Лекуе. Всього в сезоні 2022–23 провів за команду 17 поєдинків.
4 січня 2024 року в матчі Ла-Ліги проти «Севільї» забив свій перший гол за «Атлетік». 21 березня 2024 року продовжив контракт з «Атлетіком» до 30 червня 2029 року. 6 квітня 2024 року грав у фіналі Кубка Іспанії проти «Мальорки», у підсумку здобувши свій перший трофей з клубом.
26 вересня 2024 року в матчі загального етапу Ліги Європи УЄФА проти італійської «Роми» дебютував у єврокубках, відзначившись забитим голом.

## Кар'єра в збірній
Виступав за збірні Іспанії до 18, до 19 і до 21 року. Влітку 2023 року брав участь у фінальній частині молодіжного чемпіонату Європи (до 21 року) в Румунії та Грузії. Зіграв на турнірі 5 матчів, а іспанці дійшли до фіналу, де поступились англійцям.
8 листопада 2024 року вперше викликаний до збірної Іспанії головним тренером Луїсом де ла Фуенте для участі в матчах Ліги націй УЄФА проти збірних Данії та Швейцарії. 18 листопада в поєдинку зі Швейцарією дебютував за збірну Іспанії, вийшовши в стартовому складі.

## Статистика виступів

### Клубна статистика
Станом на 4 травня 2025 
| Клуб              | Сезон             | Чемпіонат           | Чемпіонат | Чемпіонат | Кубок | Кубок | Єврокубки | Єврокубки | Інші  | Інші | Всього | Всього |
| Клуб              | Сезон             | Дивізіон            | Матчі     | Голи      | Матчі | Голи  | Матчі     | Голи      | Матчі | Голи | Матчі  | Голи   |
| ----------------- | ----------------- | ------------------- | --------- | --------- | ----- | ----- | --------- | --------- | ----- | ---- | ------ | ------ |
| Басконія          | 2018–19           | Терсера Дивізіон    | 29        | 2         | —     | —     | —         | —         | —     | —    | 29     | 2      |
| Басконія          | 2019–20           | Терсера Дивізіон    | 20        | 0         | —     | —     | —         | —         | —     | —    | 20     | 0      |
| Басконія          | Всього            | Всього              | 49        | 2         | —     | —     | —         | —         | —     | —    | 49     | 2      |
| Більбао Атлетік   | 2019–20           | Сегунда Дивізіон Б  | 7         | 0         | —     | —     | —         | —         | —     | —    | 7      | 0      |
| Більбао Атлетік   | 2020–21           | Сегунда Дивізіон Б  | 16        | 1         | —     | —     | —         | —         | 2     | 0    | 18     | 1      |
| Більбао Атлетік   | 2021–22           | Прімера Федерасьйон | 30        | 3         | —     | —     | —         | —         | —     | —    | 30     | 3      |
| Більбао Атлетік   | Всього            | Всього              | 53        | 4         | —     | —     | —         | —         | 2     | 0    | 55     | 4      |
| Атлетік (Більбао) | 2022–23           | Ла-Ліга             | 16        | 0         | 1     | 0     | —         | —         | —     | —    | 17     | 0      |
| Атлетік (Більбао) | 2023–24           | Ла-Ліга             | 34        | 1         | 6     | 0     | —         | —         | —     | —    | 40     | 1      |
| Атлетік (Більбао) | 2024–25           | Ла-Ліга             | 21        | 3         | 2     | 0     | 10        | 1         | 1     | 0    | 33     | 4      |
| Атлетік (Більбао) | Всього            | Всього              | 71        | 4         | 9     | 0     | 10        | 1         | 1     | 0    | 91     | 5      |
| Всього за кар'єру | Всього за кар'єру | Всього за кар'єру   | 173       | 10        | 9     | 0     | 10        | 1         | 3     | 0    | 195    | 11     |

1. ↑   Матчі в плей-оф Сегунди Дивізіону Б
2. ↑  Матчі в Лізі Європи УЄФА
3. ↑  Матчі в Суперкубку Іспанії

### Міжнародна статистика
Станом на 18 листопада 2024 
| Збірна            | Сезон             | Товариські | Товариські | Офіційні | Офіційні | Всього | Всього |
| Збірна            | Сезон             | Матчі      | Голи       | Матчі    | Голи     | Матчі  | Голи   |
| ----------------- | ----------------- | ---------- | ---------- | -------- | -------- | ------ | ------ |
| Іспанія           |                   |            |            |          |          |        |        |
| 2024              | 0                 | 0          | 1          | 0        | 1        | 0      |        |
| Всього за кар'єру | Всього за кар'єру | 0          | 0          | 1        | 0        | 1      | 0      |

### Матчі за збірну
Станом на 18 листопада 2024 
| Матчі Айтора Паредеса за збірну Іспанії | Матчі Айтора Паредеса за збірну Іспанії | Матчі Айтора Паредеса за збірну Іспанії | Матчі Айтора Паредеса за збірну Іспанії | Матчі Айтора Паредеса за збірну Іспанії | Матчі Айтора Паредеса за збірну Іспанії | Матчі Айтора Паредеса за збірну Іспанії | Матчі Айтора Паредеса за збірну Іспанії |
| №                                       | Дата                                    | Суперник                                | Рахунок                                 | Голи                                    | Картки                                  | Хвилини                                 | Змагання                                |
| --------------------------------------- | --------------------------------------- | --------------------------------------- | --------------------------------------- | --------------------------------------- | --------------------------------------- | --------------------------------------- | --------------------------------------- |
| 1                                       | 18 листопада 2024                       | Швейцарія                               | 3–2                                     |                                         |                                         | 90'                                     | Ліга націй УЄФА 2024–25 (А)             |

Всього: 1 матч / 0 голів; 1 перемога, 0 нічиїх, 0 поразок.

## Досягнення
«Атлетік» (Більбао)
- Володар Кубка Іспанії: 2023–24[24]

Збірна Іспанії (до 21 року)
- Срібний призер молодіжного чемпіонату Європи (до 21 року): 2023[25]